# Acacia concurrens
Acacia concurrens är en ärtväxtart som beskrevs av Leslie Pedley. Acacia concurrens ingår i släktet akacior, och familjen ärtväxter. Inga underarter finns listade i Catalogue of Life.

## Bildgalleri

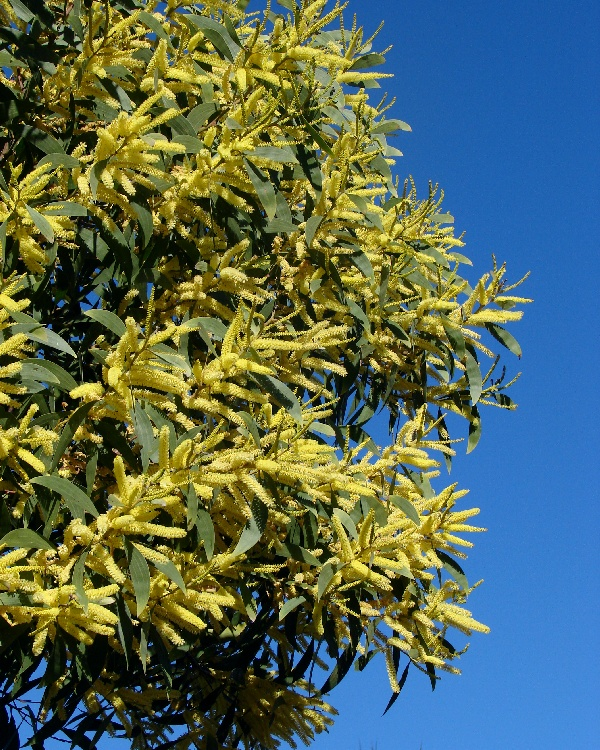
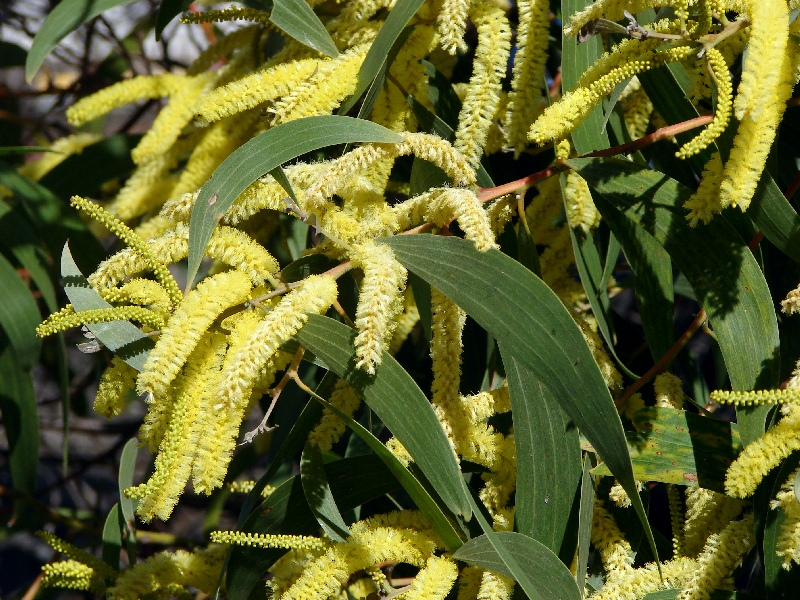